# Diedrops steineri
Diedrops steineri är en tvåvingeart som beskrevs av Wayne N. Mathis 1984. Diedrops steineri ingår i släktet Diedrops och familjen vattenflugor. Inga underarter finns listade i Catalogue of Life.